# دریای خیزاب‌ها

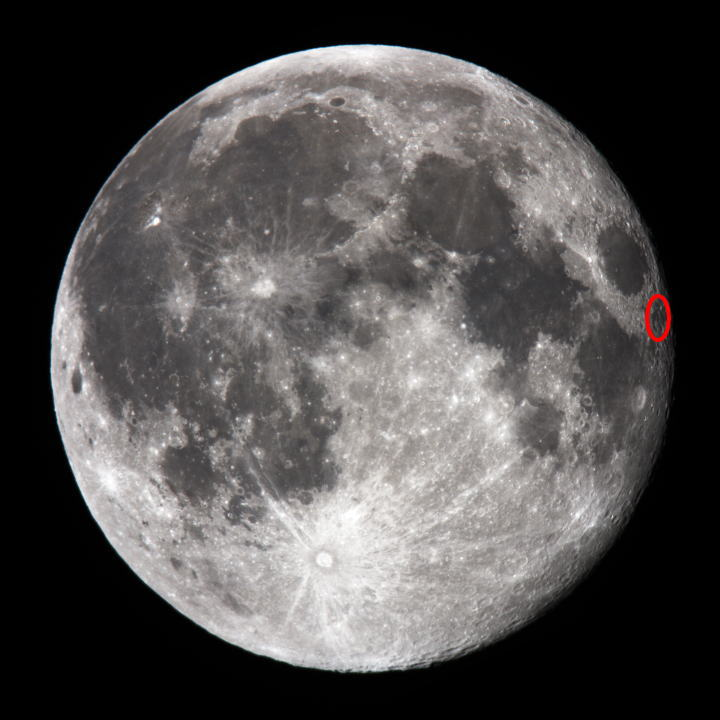
محل دریای خیزاب‌ها در کرهٔ ماه.

دریای خیزاب‌ها (به لاتین: Mare Undarum) نام یکی از دریاوارهای کرهٔ ماه است.
دریای خیزاب‌ها دریاواری ناهموار است که در شمال دریای کف‌آلود در سمت پیدای ماه واقع شده‌است و در میان دهانه فیرمیکوس و لبه شرقی قرار دارد.
دریای خیزاب‌ها یکی از تعداد زیادی دریاچه‌وار است که در حوضه بحران‌ها قرار گرفته‌اند. حوضه بحران‌ها ناحیه‌ای است در پیرامون دریای بحران‌ها.
بیشینه قطر دریای خیزاب‌ها ۲۴۳ کیلومتر و مختصات ماه‌نگاشتی آن °۶٫۸ شمالی و °۶۸٫۴ شرقی است.
زمانی که ستاره‌شناس آلمانی یوهان مدلر این ناحیه را در دهه ۱۸۳۰ رصد می‌کرد تغییراتی در نواره‌های تاریک و خمیده این دریاوار به چشمش خورد و او این‌گونه حدس زد که رشد گیاهان می‌تواند باعث این تغییرات باشد.

## در داستان‌ها
در رمان ماه معلمی سختگیر است نوشته رابرت آنسون هاین‌لاین، دریای خیزاب‌ها محل استقرار دومین منجنیق است. در این داستان، محل دقیق این منجنیق به خاطر «امنیت ملی ماه» مخفی نگاه داشته می‌شد.